# WWE Main Event
WWE Main Event è un programma televisivo di wrestling statunitense prodotto dalla WWE che ha debuttato il 3 ottobre 2012. Dal 2015 va in onda su Hulu il giovedì. In Italia è stato  trasmesso dal 2015 al 2020 su Sky Sport col commento di Luca Franchini e Paolo Mariani.

## Produzione
Lo show, della durata di circa un'ora, è dedicato ai wrestler del roster di Raw e di NXT. Inizialmente, in esso apparivano anche i wrestler di SmackDown ed era considerabile un vero e proprio show, con faide e storyline, che occupavano tutta l’ora,  ma, dopo la chiusura dello show Superstars nel 2016, Main Event divenne un'esclusiva del roster di Raw. Durante la puntata di solito ci sono due incontri e vari rifacimenti a ciò che è successo nella precedenti puntate di Raw e di SmackDown. Allo show prendono parte maggiormente i wrestler appartenenti al roster di Raw che non trovano spazio negli eventi principali della federazione, oltre agli atleti di NXT. Dal 2016 al 2021, inoltre, nello show erano presenti anche i wrestler della divisione dei pesi leggeri di 205 Live.

## Roster

### Commentatori
| Commentatori                                          | Periodo |
| ----------------------------------------------------- | --- |
| Michael Cole e The Miz                                | 3 ottobre 2012–27 marzo 2013 15 maggio 2013–22 maggio 2013                                                                          |
| Michael Cole e John "Bradshaw" Layfield               | 17 ottobre 2012 31 ottobre 2012 21 novembre 2012–28 novembre 2012 6 febbraio 2013–13 febbraio 2013 3 aprile 2013–8 maggio 2013      |
| Michael Cole e Brad Maddox                            | 16 gennaio 2013 |
| Michael Cole e Jerry Lawler                           | 27 febbraio 2013 |
| Josh Mathews, The Miz e Ricardo Rodriguez             | 29 maggio 2013–5 giugno 2013 |
| Josh Mathews e Wade Barrett                           | 12 giugno 2013 |
| Josh Mathews, The Miz e Cody Rhodes                   | 19 giugno 2013 |
| Josh Mathews e The Miz                                | 26 giugno 2013–11 settembre 2013 |
| Josh Mathews e Cody Rhodes                            | 3 luglio 2013 |
| Josh Mathews e John "Bradshaw" Layfield               | 31 luglio 2013 |
| Josh Mathews e Alex Riley                             | 28 agosto 2013–4 settembre 2013 18 settembre 2013–9 ottobre 2013 6 novembre 2013–13 novembre 2013 27 novembre 2013 18 dicembre 2013 |
| Tom Phillips e The Miz                                | 1º gennaio 2014–22 gennaio 2014 |
| Tom Phillips e Alex Riley                             | 15 gennaio 2014 29 gennaio 2014–5 febbraio 2014                                                                                     |
| Tom Phillips e Byron Saxton                           | 12 febbraio 2014–12 agosto 2014 |
| Michael Cole e Byron Saxton                           | 19 agosto 2014–21 ottobre 2014 11 novembre 2014–2 dicembre 2014 16 dicembre 2014 10 novembre 2015                                   |
| Michael Cole, John "Bradshaw" Layfield e Byron Saxton | 28 ottobre 2014 |
| Tom Phillips e Renee Young                            | 9 dicembre 2014 |
| Michael Cole, John "Bradshaw" Layfield e Booker T     | 30 dicembre 2014–6 gennaio 2015 |
| Tom Phillips e John "Bradshaw" Layfield               | 13 gennaio 2015–24 marzo 2015 |
| Tom Phillips e Jerry Lawler                           | 27 gennaio 2015 3 maggio 2016–31 maggio 2016                                                                                        |
| Rich Brennan e John "Bradshaw" Layfield               | 7 aprile 2015 21 aprile 2015–26 maggio 2015                                                                                         |
| Rich Brennan, John "Bradshaw" Layfield e Jimmy Uso    | 2 giugno 2015–16 giugno 2015 |
| Rich Brennan e Jerry Lawler                           | 23 giugno 2015–14 luglio 2015 28 luglio 2015–18 agosto 2015 5 gennaio 2016–26 aprile 2016                                           |
| Rich Brennan e Michael Cole                           | 21 luglio 2015 |
| Tom Phillips e Jimmy Uso                              | 25 agosto 2015 |
| Tom Phillips, Byron Saxton e Jimmy Uso                | 1º settembre 2015–8 settembre 2015 22 settembre 2015 6 ottobre 2015–27 ottobre 2015                                                 |
| Michael Cole, Byron Saxton e Jimmy Uso                | 29 settembre 2015 |
| Kyle Edwards e Corey Graves                           | 8 dicembre 2015 |
| Rich Brennan e Byron Saxton                           | 22 dicembre 2015–29 dicembre 2015                                                                                                   |
| Tom Phillips, Jerry Lawler e Dolph Ziggler            | 24 maggio 2016–7 giugno 2016 |
| Tom Phillips e David Otunga                           | 14 giugno 2016–11 ottobre 2016 25 ottobre 2016–22 novembre 2016                                                                     |
| Tom Phillips, David Otunga e Aiden English            | 18 ottobre 2016 |
| Cathy Kelley                                          | 22 novembre 2016 13 dicembre 2016                                                                                                   |
| Tom Phillips, Byron Saxton e Austin Aries             | 20 dicembre 2016–7 febbraio 2017 |
| Tom Phillips, Byron Saxton e R-Truth                  | 14 febbraio 2017–7 marzo 2017 |
| Tom Phillips e Corey Graves                           | 11 aprile 2017–19 maggio 2017 |
| Vic Joseph e Corey Graves                             | 26 maggio 2017–1º settembre 2017 29 settembre 2017                                                                                  |
| Vic Joseph e Nigel McGuinness                         | 6 settembre 2017–20 settembre 2017 4 ottobre 2017–24 gennaio 2018 7 febbraio 2018–4 aprile 2018                                     |
| Vic Joseph, Nigel McGuinness e Percy Watson           | 11 aprile 2018 25 aprile 2018–13 giugno 2018 27 giugno 2018–18 gennaio 2019                                                         |
| Vic Joseph e Percy Watson                             | 18 aprile 2018 |
| Tom Phillips e Percy Watson                           | 20 giugno 2018 |
| Byron Saxton, Percy Watson e Renee Young              | 25 gennaio 2019 29 marzo 2019 |
| Vic Joseph, Byron Saxton e Renee Young                | 4 aprile 2019–11 aprile 2019 |
| Byron Saxton, Renee Young e Sam Roberts               | 18 aprile 2019 23 maggio 2019 13 luglio 2019–19 luglio 2019                                                                         |
| Byron Saxton, Renee Young e David Otunga              | 25 aprile 2019 2 maggio 2019 |
| Byron Saxton e Renee Young                            | 9 maggio 2019 30 maggio 2019–3 luglio 2019 8 agosto 2019–5 settembre 2019                                                           |
| Byron Saxton, Nigel McGuinness e Aiden English        | 16 maggio 2019 |
| Byron Saxton, Renee Young e Dio Maddin                | 12 settembre 2019–19 settembre 2019                                                                                                 |
| Vic Joseph, Mickie James e Dio Maddin                 | 26 settembre 2019 |
| Byron Saxton, Mickie James e Dio Maddin               | 10 ottobre 2019–7 novembre 2019 |
| Vic Joseph e Byron Saxton                             | 21 novembre 2019–28 novembre 2019                                                                                                   |
| Byron Saxton e Mickie James                           | 5 dicembre 2019–2 aprile 2020 |
| Tom Phillips e MVP                                    | 23 aprile 2020–29 luglio 2020 |
| Byron Saxton e Samoa Joe                              | 9 settembre 2020 |
| Tom Phillips e Samoa Joe                              | 11 novembre 2020 3 marzo 2021 |
| Byron Saxton e Kevin Patrick                          | 10 marzo 2021–3 agosto 2023 |
| Byron Saxton e Wade Barrett                           | 10 agosto 2023–10 gennaio 2024 |
| Blake Howard e Byron Saxton                           | 17 gennaio 2024–presente |

### Annunciatori
| Annunciatori   | Periodo |
| -------------- | --- |
| Lilián García  | 3 ottobre 2012–24 ottobre 2012 5 dicembre 2012–6 febbraio 2013 29 maggio 2013 9 ottobre 2013 27 novembre 2013 1º gennaio 2014 18 marzo 2014           |
| Tony Chimel    | 31 ottobre 2012–28 novembre 2012 26 dicembre 2012 13 febbraio 2013–24 giugno 2014                                                                     |
| Eden Stiles    | 1º luglio 2014–23 febbraio 2016 19 aprile 2016 |
| JoJo           | 7 aprile 2015–26 maggio 2015 30 giugno 2015–7 luglio 2015 13 ottobre 2015 19 luglio 2016 29 novembre 2016–17 gennaio 2017 28 marzo 2017–4 aprile 2017 |
| Greg Hamilton  | 1º marzo 2016–12 aprile 2016 26 aprile 2016–12 luglio 2016 26 luglio 2016–22 novembre 2016                                                            |
| Mike Rome      | 25 gennaio 2017–15 marzo 2017 12 aprile 2017–6 settembre 2017 20 settembre 2017–14 marzo 2018 28 marzo 2018–4 maggio 2023                             |
| Samantha Irvin | 11 maggio 2023–presente |